# 胡利 (秘魯)
胡利（西班牙語：Juli），是秘魯的城鎮，位於該國東南部普諾大區，是丘奎托省的首府，距離普諾79公里，海拔高度3,869米，面積720平方公里，2007年人口8,157，人口密度每平方公里30人。